# 帕尔沃和纳塔日
帕尔沃和纳塔日（法語：Parves-et-Nattages，法語發音：[paʁv e nataʒ]）是法国安省的一个市镇，属于贝莱区。该市镇于2016年由原市镇帕尔沃和纳塔日合并而成。

## 地理
帕尔沃和纳塔日（45°44'38"N, 5°44'32"E）面积15.86 平方千米，位于法国奥弗涅-罗讷-阿尔卑斯大区安省，该省份为法国东部省份，北起汝拉省，西北接索恩-卢瓦尔省，西接罗讷省和里昂大都会，南至伊泽尔省，东与萨瓦省、上萨瓦省和瑞士接壤。
与帕尔沃和纳塔日接壤的市镇（或旧市镇、城区）包括：马西尼约德里沃、耶讷、拉巴尔姆、贝莱、维里尼安、马尼约。
帕尔沃和纳塔日的时区为UTC+01:00、UTC+02:00（夏令时）。

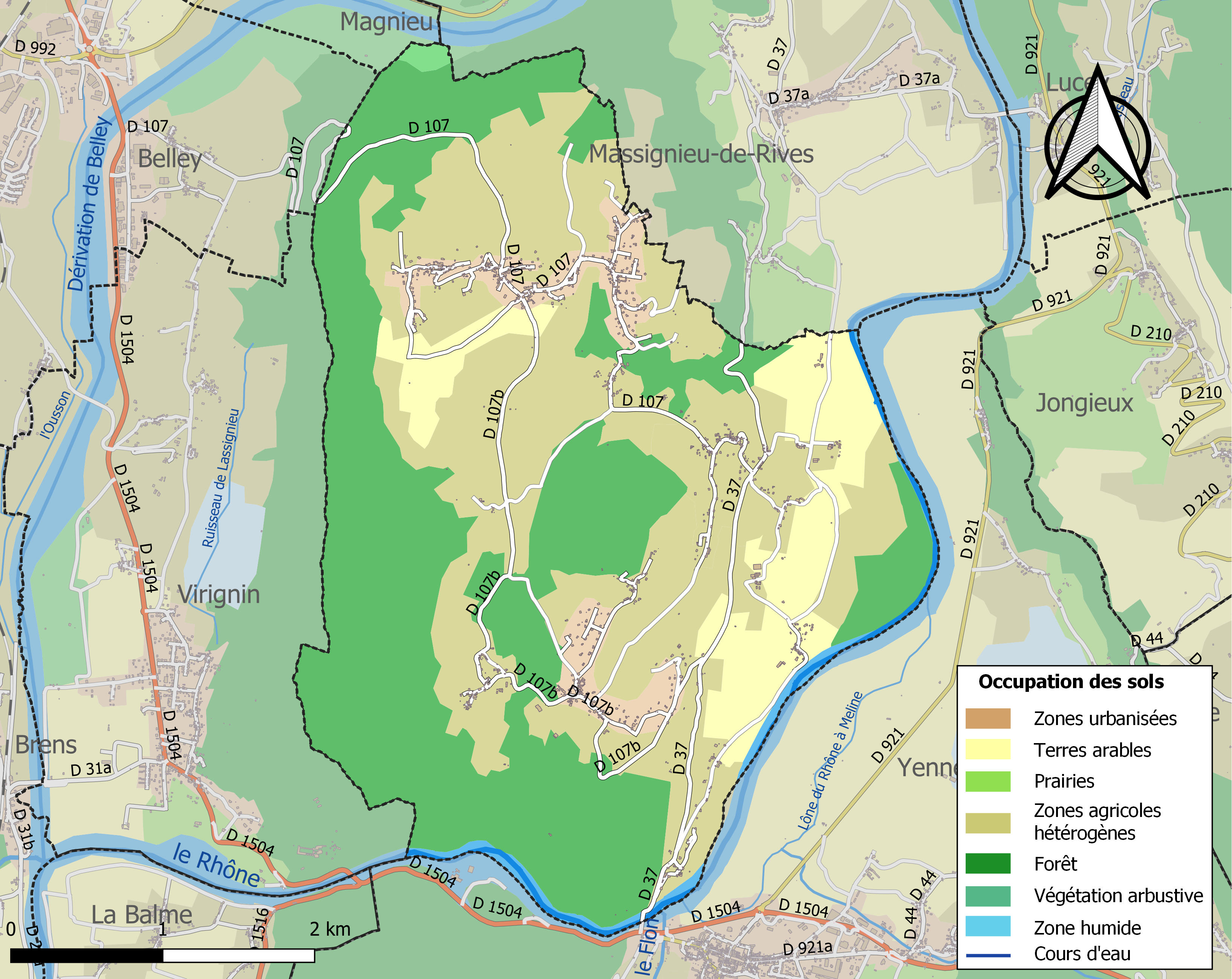
帕尔沃和纳塔日的OSM定位图

## 行政
帕尔沃和纳塔日的邮政编码为01300，INSEE市镇编码为01286。

## 政治
帕尔沃和纳塔日所属的省级选区为贝莱县。

## 人口
帕尔沃和纳塔日于2022年1月1日时的人口数量为943人。